# 10683 Carter
10683 Carter (1980 LY) là một tiểu hành tinh vành đai chính được phát hiện ngày 10 tháng 6 năm 1980 bởi C. S. Shoemaker và E. M. Shoemaker ở Đài thiên văn Palomar. Nó được đặt theo tên Carter Worth Roberts, president of the Eastbay Astronomical Society.